# Lág báómer

## A lág báómer időpontja
A zsidó naptár szerint:
- ijár 18.

A Gergely-naptár szerint:
- 5775: 2015. május 6.
- 5776: 2016. május 25.
- 5777: 2017. május 13.
- 5778: 2018. május 2.

napnyugtakor.
A lág báómer (ל״ג בָּעֹמֶר lg bāʿōmer, askenáz ejtéssel lág boajmer) az ómerszámlálás harmincharmadik napja.

## A gyász napjai
Az ómerszámlálás idején pestis pusztított Akiba (Akiva) rabbi tanítványai között. A járvány huszonnégyezer áldozatára a pészah és sávuót közötti gyásszal emlékeznek. Ilyenkor nem tartanak esküvőt, nem vágatnak hajat, tilos a tánc és a zene.
A gyász lág báómerkor, az ómerszámlálás harmincharmadik napján szünetel. Az egyes zsidó irányzatok eltérő harminchárom napot jelölnek meg a gyász idejének, mert a bölcsek különböző időpontokat állapítottak meg.

## Az örömünnep
Ezen a napon szünetelt a járvány, ezért ünnepet tartanak. Ezen a napon nincs gyász az ómerszámlálás időszakában.
A római birodalom elleni Bar Kohba-felkelés is okot ad a zsidóságnak az ünnepre, ennek a felkelésnek a vezetője volt rabbi Akiba. Ebből a szemszögből nézve logikusnak tűnik az örömtüzek gyújtása, mivel az ókorban a háborúkban gyakran használtak jelzőtüzeket.
Ezen a napon emlékeznek a híres Rabbi Simon bár Jocháj halálára is, aki a Kabbala egyik legfontosabb műve, a Zóhár (זֹהַר, Ragyogás) szerzőjeként ismert. Halála azonban nem szomorúságra ad okot az ő esetében, hiszen a zsidóság szerint halálával Istenhez került.

## Az ünnep elnevezése
- Az ünnep nevéből a második tag az ómerszámlálásra utal.
- Az első tag nem igazi szó, hanem egy szám: a lág betűinek értéke 33 – לג (lág) => ל (lamed) = 30, és ג (gimel) = 3.

## Szokások
Lág báómerkor az ómerszámlálás gyászos napjait a tánc és az ének váltja fel. A családok kirándulni mennek és jól érzik magukat. A tanulók tanáraikkal a mezőkre mennek különböző játékokat játszani.
A lág báómer a modern Izraelben iskolaszünet. A gyerekek szüleikkel kis máglyákat raknak a városok nyílt területein és ezek fénye bevilágítja az egész országot. Az egyetemek és kollégiumok ilyenkor diáknapot tartanak. Házasságok százait kötik lág báómerkor és ez ünnepi, vidám hangulatot kölcsönöz a napnak.
A mai magyar zsidóság így fogalmazza meg a nap lényegét: „ez a nap a felebaráti szeretet, a kabbala és a szabadtéri ünneplés napja.”